# Anti-spyware
Anti-spyware é um software de segurança que tem o objetivo de detectar e remover adwares e spyware A principal diferença de um anti-spyware de um antivírus é a classe de programas que eles removem. Adwares e spywares são consideradas áreas “cinza”, pois nem sempre é fácil determinar o que é um adware e um spyware.
Muitos antivírus já incorporam detecção de spyware e adware, mas um antispyware específico ainda faz parte da programação de segurança da maioria dos usuários